# 中田弘二
中田 弘二（なかた こうじ、1909年9月14日 - 没年不詳）は、俳優、政治家である。本名は中田 博二（なかた ひろじ）。

## 来歴・人物
1909年（明治42年）9月14日、長崎県長崎市瀬ノ脇町（現在の同市飽の浦町）に生まれる。父中田猪十郎（生年不詳 - 1914年）は貿易商・土木労力請負業を経営する傍ら、国家主義者頭山満の政治結社玄洋社に入社し、孫文（1866年 - 1925年）の第三革命にも参加していた。
朝日尋常小学校（現在の長崎市立朝日小学校）から長崎県立瓊浦中学（現在は廃校）を経て、1930年（昭和5年）、日本大学専門部芸術科を卒業。卒業後、直ちに野戦銃砲第6聯隊に幹部候補生として入隊。除隊した1932年（昭和7年）10月、スカウトされて日活太秦撮影所に入社。1933年（昭和8年）2月に公開された熊谷久虎（1904年 - 1986年）監督映画『彼女の道』で映画デビューを果たす。1934年（昭和9年）、日活多摩川撮影所に移籍した後も主演俳優として、主に熊谷久虎、牛原虚彦の監督作品を中心に活躍した。
1937年（昭和12年）7月、応召。折から勃発した支那事変に従事して3年にわたって北支を転戦するが、1939年（昭和14年）に軍曹で帰還し、日活に復社。1940年（昭和15年）、清瀬英次郎監督映画『大地に咲く』が復帰作であり、伊沢一郎、轟夕起子と共演。しかし、以降は第二次世界大戦の突入に伴い戦記映画に多く出演するようになり、1942年（昭和17年）に公開された田口哲監督映画『将軍と参謀と兵』では、後方連絡の途中で壮烈な戦死を遂げる参謀を好演した。同年、同撮影所が大映に統合された後も主演俳優として活動を続けるが、1943年（昭和18年）に公開された沼波功雄監督映画『結婚命令』で主演したのを最後に出演機会が無いまま、翌1944年（昭和19年）に再び応召され、関東軍野戦自動車廠の満州第77部隊に曹長で入隊する。1945年（昭和20年）、終戦と共に帰国日本人の警護隊員として帰国した。
戦後、中田は映画界に復帰せず、郷里である長崎市へ帰り、1946年（昭和21年）に土木建築会社を設立する。翌1947年（昭和22年）4月、第1回統一地方選挙で長崎県議会議員に立候補して当選し、1期務めた後、1952年（昭和27年）10月の第25回衆議院議員総選挙に立候補するが、次点で落選。1953年（昭和28年）、上京して熊谷久虎と芸研プロダクションを設立し、同社の専務となる。1956年（昭和31年）からは社長に就任し、CFや記録映画の製作にあたり、1977年（昭和52年）末に辞任するまで長く活躍した。
1979年（昭和54年）に発行された『日本映画俳優全集 男優篇』では、存命人物として東京都目黒区上大崎の連絡先が示されている。以後の消息は不明である。
俳優の中田博久は息子、元女優の新井茂子は義理の娘（中田博久の妻）、俳優で映画監督の中田圭は孫、漫画家の柴田亜美は兄の孫（大姪）。

## 出演作品
- 彼女の道（左右田絹二）
- 未来花 前後篇
- 大学の歌（安田英雄）
- 炬火 田園篇（八木雄作）
- 群盲有罪
- 炬火 都会篇（八木雄作）
- 母の微笑（皆川京子）
- 野の光
- 忠臣蔵 刃傷篇 復讐篇（武林唯七）
- 三家庭（久慈）
- 芸者三代記＜昭和篇＞
- 恋はバスに乗って
- わたしがお嫁に行ったなら（夫）
- 召集令（松岡幸三）
- 心の花束
- ジャック喧嘩帖（春田健二）
- 海国大日本（吉田孝夫）
- 新女性大学（下村昭）
- 深夜の太陽（弟英二）
- 緑の地平線 前篇（岡見良樹）
- 緑の地平線 後篇（岡見良樹）
- のぞかれた花嫁

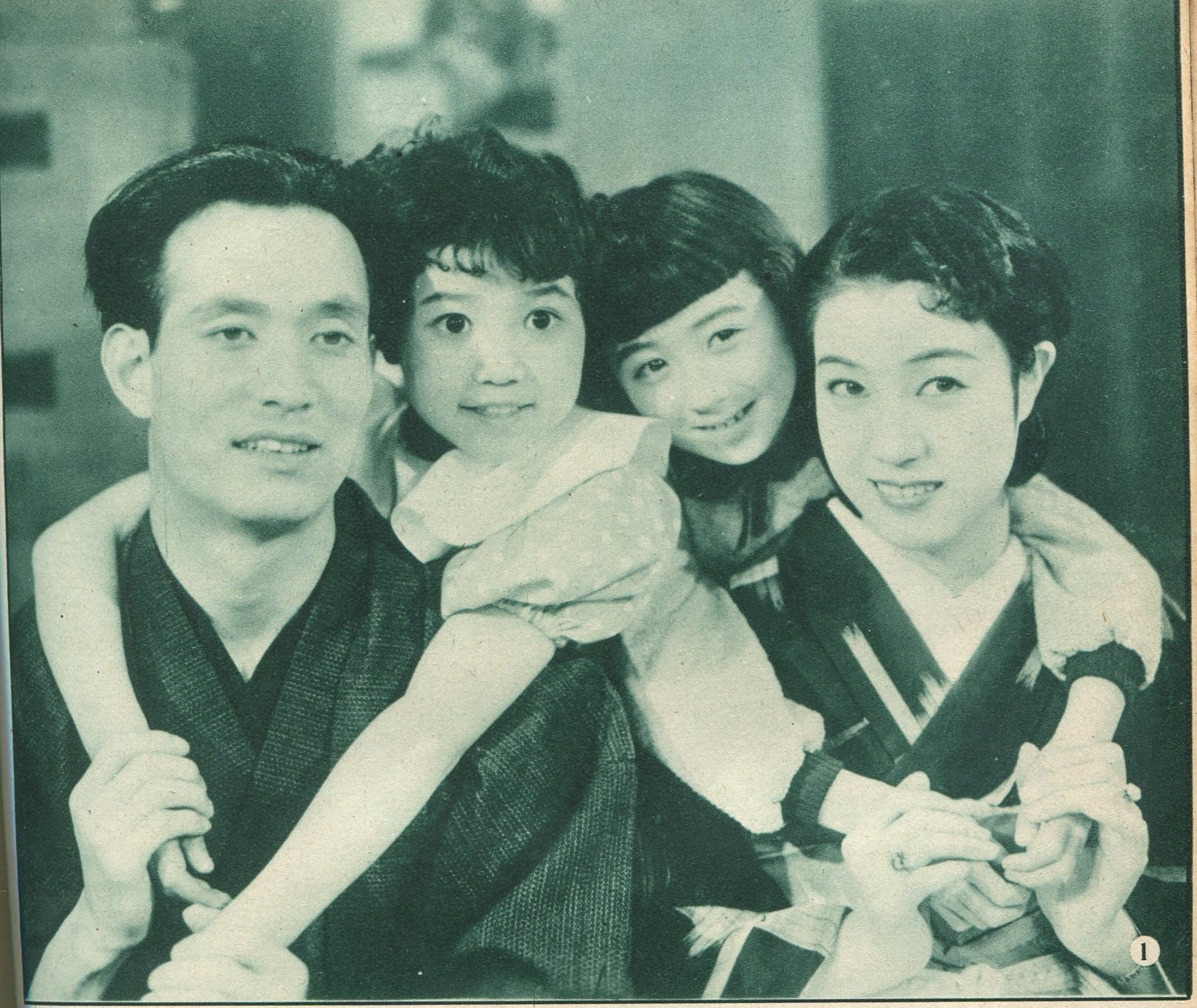
『悦ちゃん乗り出す』（1937年）。
左から、中田弘二、悦ちゃん、星美千子、黒田記代

- 大菩薩峠　第一篇　甲源一刀流の巻（近藤勇）
- 石童丸
- 試験地獄
- 大菩薩峠　鈴鹿山の巻　壬生島原の巻（近藤勇）
- 護国の母
- 恋愛と結婚の書　恋愛篇（宮坂憲一）
- 恋愛と結婚の書　結婚篇（宮坂憲一）
- 口笛吹いて百万両
- 花嫁べからず読本（宮本重太郎）
- 浴槽の花嫁
- 翼の世界
- 男性審議会
- 蒼氓（堀川）
- 嫁ぐ行く日まで
- 悦ちゃん乗り出す（下田）
- 大地に咲く
- 女は泣かず
- 女性の罠（槙哲平）
- 歴史　第一部　動乱戊辰（大久保利通、丹羽一学）
- 歴史　第二部　焦土建設
- 歴史　第三部　黎明日本
- 悲曲「母」
- 風の又三郎（先生）
- 現代日本
- 母系家族
- 伊達大評定（板倉内膳正）
- 神変麝香猫　解決篇（夢想小天治）
- 海の見える家
- 潜水艦1号
- 海の母（手島竜也）
- 将軍と参謀と兵（杉少佐）
- 第五列の恐怖（野口少佐）
- 山参道（万三郎）
- シンガポール總攻撃（宮本中尉）
- マライの虎（谷豊）
- 我が家の風（蜷川惣一）
- 結婚命令（萩原大輔）